# سیارک ۱۸۰۶۴۳
سیارک ۱۸۰۶۴۳ (به انگلیسی: 180643 Cardoen، نامگذاری:2004GK20)۱۸۰۶۴۳مین سیارک کشف شده‌است که در ۱۴ آوریل ۲۰۰۴ کشف شد.